# Rude boys
Pour les articles homonymes, voir Rude Boy.
 (janvier 2009).
Si vous disposez d'ouvrages ou d'articles de référence ou si vous connaissez des sites web de qualité traitant du thème abordé ici, merci de compléter l'article en donnant les références utiles à sa vérifiabilité et en les liant à la section « Notes et références ».

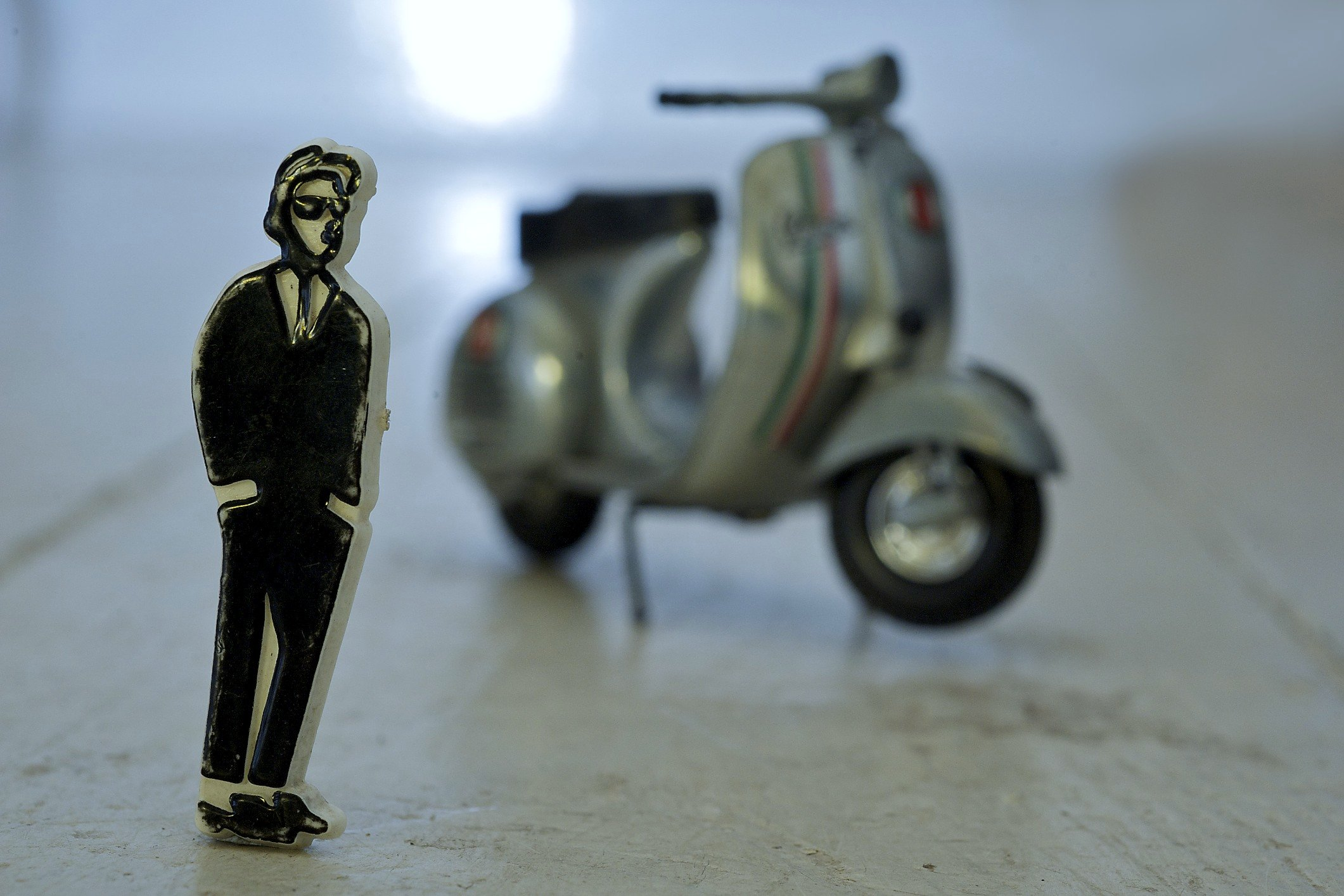
Rude boy

Rude boy, rudeboy, rudie, rudi ou rudy (et son pendant féminin Rude Girl) sont des termes argotiques nés au début des années 1960 dans les rues de Kingston en Jamaïque pour décrire de jeunes « gars de la rue » aux mode de vie et mœurs rudes de sous-prolétaires coincés entre débrouille et violence, et qui sont encore utilisés aujourd'hui.
À la fin des années 1970, au Royaume-Uni, le 2 Tone ska utilise les termes « rude boy » et « rude girl » (et leurs variantes) pour décrire les fans du genre, souvent issus de la culture mod et surtout skinhead. Plus largement, ce terme, initialement à relier aux style musicaux issus de la Jamaïque (ska, rocksteady, reggae, dance hall, est aussi utilisé, après importation en Grande-Bretagne par les anglo-jamaïcains et adoption notamment par les mods, hard mods et skinheads, par les diverses mouvances et sous-genres ska punk.
De nos jours au Royaume-Uni, le terme rude boy est couramment utilisé de manière similaire à gangsta ou badboy (voyou, mauvais garçon).

## En Jamaïque
Les rude boys et rude girls étaient de jeunes voyous jamaïcains des ghettos urbains, généralement tombés dans la délinquance et semant volontiers la terreur, certains étant de vrais gangsters et devenant parfois les hommes de main armés (gunmen) des diverses factions politiques. Ainsi, à Kingston, s'affrontent longuement durant les années 60 et 70 ceux de Tivoly Garden, pour le JLP de droite (Jamaican Labour Party, pro-américain malgré son nom) et ceux qui tiennent le grand ghetto Trenchtown, pour le PNP de gauche (People's National Party, pro-cubain), affrontement virant à la guerre civile qui ne dit pas son nom à la fin de la décennie 70 et au début des années 80.
Face aux excès et à une violence devenue incontrôlable, les musiciens appellent alors souvent, dans les textes de leurs chansons, les rude boys à se calmer et à s'assagir. Souvent peine perdue. En rage contre les institutions, la fatalité économique et les trahisons politiques, ils crachent leur hargne du chômage, des injustices et de l'immobilisme de la société capitaliste, tout le contraire des teddy boys des années 50, engoncés dans leur fatalisme et les idées réactionnaires qui n'apportent aucune perspective de rupture avec l'existant.
Indissociable des Rude Boys, les fameux sound systems jamaïcains qu'ils fréquentent assidûment, et où ils jouent parfois leurs propres productions aux platines ou travaillent pour gagner leur vie. Souvent employés pour veiller au bon ordre des soirées, ils sont aussi régulièrement payés pour aller semer la zizanie dans les sound-systems concurrents. A cet égard, la lutte entre les principaux acteurs de l'île est rentrée dans la légende, notamment celle entre le Treasure Isle de Duke Reid et le fameux Studio One de Clement « Coxsone » Dodd.

## Royaume-Uni
En Grande-Bretagne à la fin des années 70, les rude boys écoutent principalement de la musique ska, qui est caractérisée par des groupes comme Madness ou The Specials, qui reprennent certains morceaux célèbres de Prince Buster et autres artistes jamaïcains de la décennie précédente (les années 60). Enregistrés et diffusés par le laber Two-Tone Records (littéralement deux tons, à comprendre comme deux couleurs et un message : le noir et le blanc unis, symbolisés par le célèbre drapeau à damier qui affirme l'unité des prolétaires par-delà les origines et la couleur de peau). Assurant ainsi le premier « revival » du ska jamaïcain, après la vague du mouvement punk qui voit également resurgir d'anciens artistes jamaïcains, comme Laurel Aitken, surnommé the godfather of ska, ces groupes drainent un large public de rudies. 
Leur aspect innovant les caractérise : costumes noirs et chapeaux pork pie, cheveux rasés… leur style est inspiré des zoot suit des années 1930 et 1940, mélangé au style des mods anglais du milieu des années 1960 qui avaient donné naissance aux skinheads. Lesquels skinheads, dans leurs origines et leurs traditions musicales, sont donc un mouvement multiculturel et même métissé : de fait, il n'est pas rare de voir des skinheads noirs en Angleterre dans les années 1968 - 1969, bien avant qu'un certain nombre de skinheads blancs, déboussolés par la crise sociale et économique de la fin des années 70 et les braillements démagogiques du National Front et, dans une moindre mesure du British Movement, ne se laissent entraîner par les théories racistes censées rendre très simple l'économie ultra-complexe d'un état moderne.

## Musique
Que ce soit en Jamaïque ou au Royaume-Uni, les rude boys adorent les sous-cultures de genre, notamment les westerns et les films de gangsters, thèmes récurrents dans les chansons de l'époque et particulièrement appréciés dans les soirées. Mais les Rudies sont également eux-mêmes un des thèmes principaux de leur culture. Ils sont ainsi régulièrement évoqués dans les chansons de ska, rocksteady et reggae mais aussi du genre punk rock au sens large (ska-punk, ska-core, oi ! / streetpunk), que ce soit pour en faire l'éloge ou condamner la violence et autres aspects du mode de vie jugés néfastes ou stériles, et de façon simplement descriptive pour alimenter la chronique sociale ou en termes impliqués de positionnement sociopolitique.
- Rude Boy des Wailers (1965)
- Good Good Rudie des Wailers (1966)
- A Message to You Rudy de Dandy Livingstone (1967, popularisé en 1979 par la version de The Specials)
- No Good Rudie de Justin Hinds (1967)
- Rude Boy Train de Desmond Dekker & The Aces (1967)
- Rudy Got Soul de Desmond Dekker & The Aces (1967)
- Rudies Don't Fear de Derrick Morgan (vers 1968)
- Rudie's Medley de Peter Tosh & The Soul Mates (1972)
- Rudie Can't Fail de The Clash (1979)
- Run Rudy Run des Toasters (1985)
- RudeBoy de Dub Incorporation (1999)
- Rude Girl de Hors Controle (2008)